# La Parfaite Union (Rodez)
Ne doit pas être confondu avec La Parfaite Union (Namur).
La Parfaite Union est le nom d'une loge maçonnique fondée le 19 juin 1762 à Rodez, elle est toujours en activité en 2019. 

## Historique
Auparavant désignée sous le nom de respectable loge Saint-Jean, elle rejoint le Grand Orient de France le 3 août 1789, à l'issue d'une cérémonie d'installation présidée par des représentants de la loge la Parfaite Union de Montauban. 
La loge fut dissoute en 1816.
En 1890, un procès opposa les membres de la loge au sujet de la propriété de leurs locaux.
En 2013 et à l'occasion de son 250e anniversaire, elle organise une conférence publique en présence du grand-maître du Grand Orient de France.

## Direction de la loge
Les vénérables maîtres de la loge ont été :
- Régis Delauro, bourgeois, entre 1805 et 1810[5],[6]
- Jacques Boyer, directeur des postes, en 1816[7],[8]
- Antoine Bernardin Fualdès[9],[6]
- Costes, négociant, en 1846[10]
- Boubal, avocat, dans les années 1860[11]
- Coeurdroit, agent voyer en chef du département, en 1890[12],[13]
- Théophile Malrieu, vénérable d'honneur en 1907[14]
- Bertrand Siman (1867-1943), professeur d'espagnol au lycée de Rodez[15],[16],[17].

Parmi les frères les plus célèbres de la loge, on peut citer :
- François Chabot (1756-1794), député à l'assemblée législative et à la Convention nationale
- Louis Oustry, avocat à Rodez puis préfet de l'Aveyron[18]
- Paul Ramadier, qui fut initié par Siman le 22 février 1913[19].